# Sodom
A Sodom egy német thrash metal együttes, mely az egykori NSZK-ban alakult 1982-ben olyan zenekarok hatására, mint a Motörhead, az AC/DC, a Ramones, a Venom és a Mercyful Fate. A bemutatkozó In The Sign of Evil EP (1984) a korai black metal egyik prototípusa volt, ám későbbi albumaival a Sodom a honfitárs Kreator és Destruction társaságában a germán thrash metal meghatározó együttesévé vált az 1980-as években.

## Történet

### In The Sign of Evil (1982-1986)
Thomas Such (Tom Angelripper) basszusgitáros/énekes és Frank Testegen (Agressor) gitáros/énekes alapították szülővárosukban Gelsenkirchenben 1982-ben. Hamarosan Christian Dudeck (Witchhunter) dobos csatlakozott a csapathoz harmadikként. A brit Venom mintájára a zenekar tagjai a kezdetektől művészneveket használtak. 1982 és 1984 között két demót vettek fel, majd 1984-ben egy frankfurti koncertjük után az SPV kiadótól Manfred Schütz kereste meg őket és a "Srácok, ti annyira rosszak vagytok, hogy rengeteg lemezt fogtok eladni." mondat kíséretében lemezszerződést kínált a Sodomnak.
Még abban az évben megjelent az ötszámos In The Sign of Evil EP. Időközben Aggressor elhagyta a zenekart és a bemutatkozó mini-albumon már Josef Dominic (Grave Violator) gitározott. Egy évvel később újabb gitároscsere következett, amikor Grave Violator helyére Michael Wulf (Destructor) került, és az első Sodom nagylemezt vele rögzítették. Legalábbis első nekifutásra, mert a kiadó elégedetlen volt a Berlinben készült felvétellel és egy nürnbergi stúdióban újravették az egész albumot, de már Uwe Christophers (Assator) gitárossal. Egy félreértés következtében mégis az első változat került a lemezgyárba és jelent meg Európában. Az amerikai kiadást viszont már a második felvételből nyomták, amely így egy plusz dalt ("After the Deluge") is tartalmazott.
Hangzásával és dalszövegeivel mind az 1984-es EP, mind az 1986-os Obsessed by Cruelty album hatással volt a black metal mozgalmat később a '80-as évek végén elindító zenekarokra.

### Persecution Mania (1987-1989)
A sátánista imidzs elvetésével az Obsessed by Cruelty után a Sodom a háborús témák és a thrash metal felé fordult. Természetesen ismét új gitárossal a fedélzeten. Frank Gosdzik (Blackfire) csatlakozásával letisztult a zenekar hangzása és a Harris Johns producerrel (lásd még Kreator, Voivod) készült 1987-es Persecution Mania nagylemez – a thrash metal számára egyébként is kedvező légkörben – meghozta az áttörést a Sodom számára. Az albumra felvett Motörhead feldolgozás ("Iron Fist") jól mutatta a trió törekvéseit. Azonnal ható metal zenét játszani a lehető leggyorsabb és legdurvább formában.
Az 1988-as Európa-turnét a Mortal Way of Live koncertalbumon örökítették meg, amely az első dupla koncertalbum volt a thrash metal történetében. Az újabb mérföldkőnek számító következő stúdiólemez a Persecution Mania albumon bevált receptet vitte tovább. A vietnámi háborúban biológiai fegyverként bevetett Agent Orange vegyszerről elnevezett album 1989-ben jelent meg és a Sodom máig legnépszerűbb anyaga. A lemezbemutató turnén a Sodom előzenekara Európában a Sepultura volt. A turné végeztével Blackfire kilépett a zenekarból és a konkurens Kreatorbe távozott.

### Better Off Dead (1990-1995)
1990 januárjában Michael Hoffman gitáros érkezett a német Assassinból. Az év közben megjelent negyedik nagylemez, a Better Off Dead nem tudta megismételni elődei sikerét, az új dalok nem vitték át korábban magasra tett lécet. Hoffman hamar távozott, a helyét pedig Andy Brings vette át 1991-ben. Az 1992-es Tapping the Vein album megjelenését követően az alapembernek számító, de komoly alkoholproblémával küzdő Witchunter dobost kirúgták. Pótlására az Atomic Steif néven ismert és korábban számtalan együttesben megfordult Guido Richter érkezett a Sodomba.
A teljesen célt tévesztett 1994-es Get What You Deserve című nagylemezt még abban az évben egy koncertalbum követte (Marooned Live), majd 1995-ben egy újabb stúdiólemez, az elődjénél csupán egy fokkal jobb Masquerade in Blood. Ezen a korongon már Dirk Strahlmeier gitározott. A főnök Tom Angelripper a következő évben végül szélnek eresztette a zenekar másik két tagját és inkább sördalokba fojtotta bánatát Onkel Tom néven kiadott szólólemezén (Ein Schöner Tag).

### 'Til Death Do Us Unite (1996-2006)
Angelripper 1997-re újjászervezte a Sodomot a Crows együttesből igazolt Bernd Kost (Bernemann) gitárossal és Bobby Schottkowski dobossal. Ez a felállás 2010-ig működött.
A 'Til Death Do Us Unite című 1997-es stúdióalbumot már egy új kiadó a GUN adta ki. A Paul Simon feldolgozást ("Hazy Shade of Winter") leszámítva a teljes albumot Angelripper egymaga írta. Ugyanez áll a Drakkar Records gondozásában 1999-ben megjelent Code Red című albumukra is, amely a retro jegyében ismét Harris Johns irányítása mellett próbálta megidézni a klasszikus Sodom lemezek világát, több-kevesebb sikerrel.
Az ezredforduló után újjáéledő thrash metal mozgalom a Sodom számára is lehetőséget teremtett. Elsőként visszaszerződtek az SPV-hez, majd a klasszikus Sodom-stílusban írt dalokkal kiadtak egy koncept-album a vietnámi háborúról. A 2001-ben megjelent M-16 című nagylemezt egy amerikai gépkarabélyról nevezték el. Szintén 2001-ben érte el az eladott Sodom-albumok száma összesítésben az egymilliót.
2003-ban a One Night in Bangkok koncertalbummal ünnepelték a zenekar fennállásának 20 éves jubileumát. A következő két év is koncertezéssel telt, Európában és a tengerentúlon egyaránt turnéztak önállóan és felléptek különböző fesztiválokon. 2005-ben kijött a Sodom történetének 1982 és 1995 közötti eseményeit elmesélő Lords of Depravity DVD, majd 2006-ban megjelent a következő stúdióalbum, amely egyszerűen a Sodom címet kapta. Ez az album is az utóbbi lemezeken megkezdett "vissza a gyökerekhez" jelmondat jegyében született.

### The Final Sign of Evil (2007-napjainkig)
A 2007-es év legnagyobb meglepetése volt, hogy a zenekar 25 éves születésnapjára még egyszer utoljára összeállt a debütáló In The Sign of Evil mini-albumot elkészítő Angelripper-Grave Violator-Witchhunter felállású Sodom, hogy a kultikus EP dalait további hét korabeli kiadatlan dallal együtt újra felvegyék. Az albumot végül The Final Sign of Evil címen adták ki 2007 szeptember végén.
A The Final Sign of Evil felvételei majd másfél éven át zajlottak a dobos Witchhhunter katasztrofális egészségi állapota miatt. Sajnos egy évvel a lemez megjelenése után, az alkoholproblémáit leküzdeni képtelen Chris Dudeck (Witchhunter) májelégtelenség következtében 2008. szeptember 8-án a hajnali órákban elhunyt. A zenekar és a pályatársak 2009. április 11-én egy emlékkoncert keretében emlékeznek meg róla Oberhausenben.
A Sodom 2010-ben adta ki az új albumát "In War and Pieces" címmel. Az új album turnéján Bobby helyett viszont már Markus Freiwald (Makka) dobolt.

## Diszkográfia

### Stúdióalbumok
- 1986 – Obsessed by Cruelty
- 1987 – Persecution Mania
- 1989 – Agent Orange
- 1990 – Better Off Dead
- 1992 – Tapping the Vein
- 1994 – Get What You Deserve
- 1995 – Masquerade in Blood
- 1996 – Ten Black Years (válogatás)
- 1997 – Til Death Do Us Unite
- 1999 – Code Red
- 2001 – M-16
- 2006 – Sodom
- 2007 – The Final Sign of Evil
- 2010 – In War and Pieces
- 2013 – Epitome of Torture
- 2016 – Decision Day
- 2020 – Genesis XIX

### EP
- 1983 – Witching Metal (demo)
- 1984 – Victims of Death (demo)
- 1984 – In The Sign of Evil
- 1987 – Expurse of Sodomy
- 1989 – Ausgebombt
- 1991 – The Saw Is the Law
- 1993 – Aber Bitte mit Sahne
- 2014 – Sacred Warpath

### Koncert albumok
- 1988 – Mortal Way of Live
- 1994 – Marooned Live
- 2003 – One Night in Bangkok

### Video
- 1992 – Mortal Way of Live VHS
- 1994 – Live at Zeche Bochum  VHS
- 2005 – Lords of Depravity Part 1 DVD